# Estrógeno

Estriol (E3). Notar los dos grupos hidroxilos (-OH) adjuntos al anillo D (anillo extremo derecho).

Estradiol (E2). Notar el grupo hidroxilo adjunto al anillo D. El 'di' se refiere a ambos este hidroxilo y el del anillo A (extremo izquierdo).

Estrona (E1). Notar el grupo cetona (=O) adjunto al anillo D.

Los estrógenos son hormonas sexuales esteroideas de tipo femenino principalmente, producidos por los ovarios, por la placenta durante el embarazo y, en menores cantidades, por las glándulas suprarrenales.

## Principales estrógenos

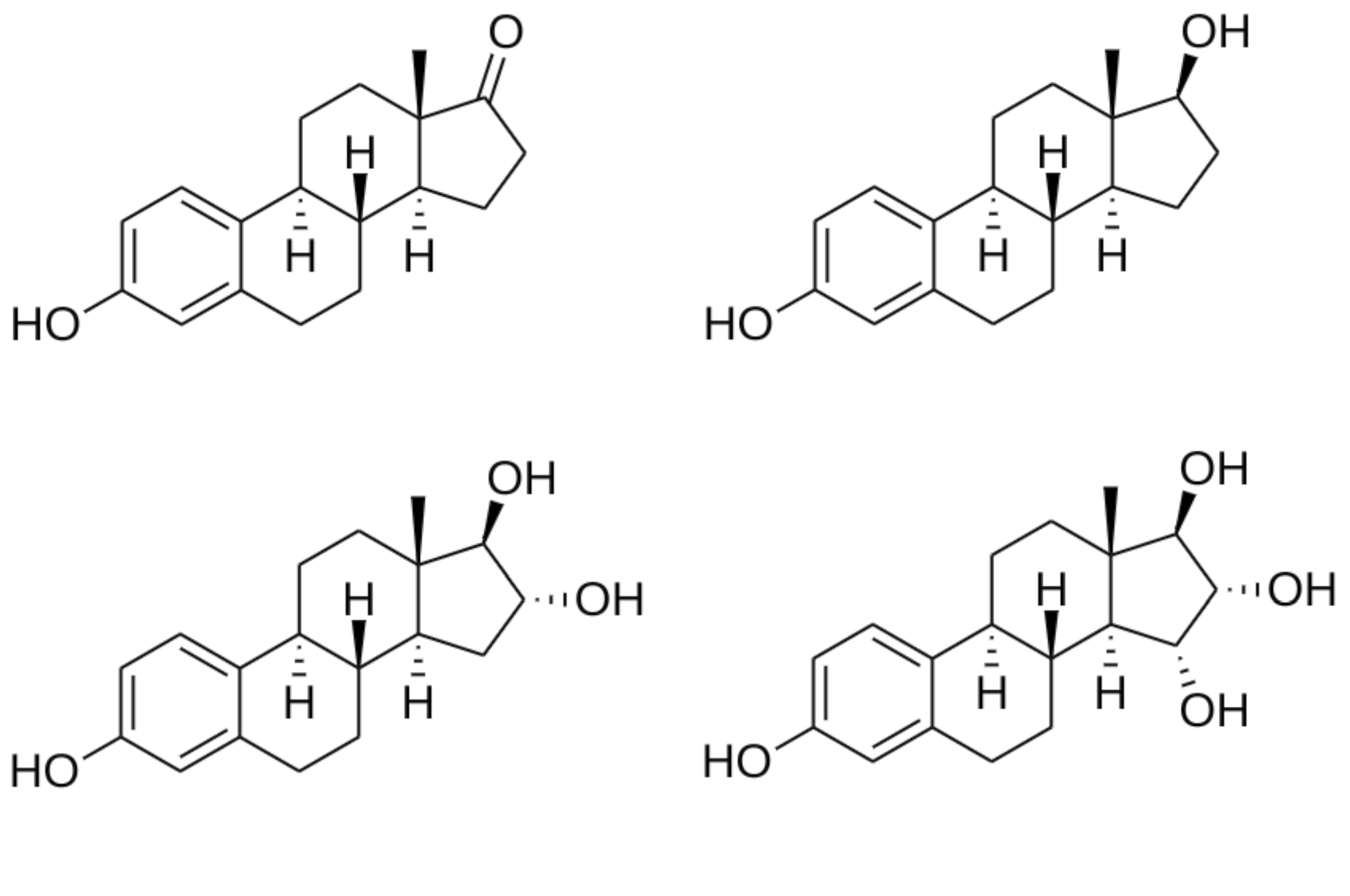
Estructuras químicas de los cuatro estrógenos endógenos más importantes. Arriba izquierda: estrona (E1); arriba derecha: estradiol (E2). Abajo izquierda: estriol (E3); abajo derecha: estetrol (E4). Obsérvese los grupos hidroxilo (-OH): la estrona (E1) tiene uno, el estradiol (E2) tiene dos, el estriol (E3) tiene tres y el estetrol (E4) tiene cuatro.

Los cuatro principales estrógenos naturales son la estrona (E1), el estradiol (E2), el estriol (E3) y el estetrol (E4). El estradiol (E2) es el estrógeno predominante durante la edad reproductiva, tanto en términos de niveles séricos absolutos como de actividad estrogénica. Durante la menopausia, la estrona es el estrógeno circulante predominante y durante el embarazo el estriol es el estrógeno circulante predominante en términos de niveles séricos. Administrado por inyección subcutánea en ratones, el estradiol es unas 10 veces más potente que la estrona y unas 100 veces más potente que el estriol. Así pues, el estradiol es el estrógeno más importante en las hembras no embarazadas que se encuentran entre la menarquia y la menopausia. Sin embargo, durante el embarazo este papel pasa al estriol, y tras la menopausia, la estrona se convierte en la forma principal de estrógeno en el organismo. Otro tipo de estrógeno denominado estetrol (E4) sólo se produce durante el embarazo. Todas las formas de estrógeno se sintetizan a partir de andrógenos, concretamente testosterona y androstenediona, mediante la enzima aromatasa.
Los estrógenos endógenos menores, en cuya biosíntesis no interviene la aromatasa, son el 27-hidroxicolesterol, la dehidroepiandrosterona (DHEA), la 7-oxo-DHEA, la 7α-hidroxi-DHEA, la 16α-hidroxi-DHEA, la 7β-hidroxiepiandrosterona, la androstenediona (A4), el androstenediol (A5), el 3α-androstanediol y el 3β-androstanediol. Algunos metabolitos de estrógenos, como los estrógenos del grupo del catecol 2-hidroxiestradiol, 2-hidroxiestrona, 4-hidroxiestradiol y 4-hidroxiestrona, así como la 16α-hidroxiestrona, también son estrógenos con diversos grados de actividad. La importancia biológica de estos estrógenos menores no está del todo clara.

## Mecanismo de acción
En su función endocrina, los estrógenos atraviesan la membrana celular para llegar al núcleo, en el que se encargan de activar o desactivar determinados genes, regulando la síntesis de proteínas.

## Regulación de la síntesis y secreción
La síntesis y secreción de estrógenos es estimulada por la hormona foliculoestimulante (FSH), que a su vez es controlada por la hormona liberadora de gonadotropina (GnRH). 
Después de que cesa la menstruación, el folículo continúa desarrollándose, secretando una cantidad creciente de estrógeno  a medida que lo hace llegar hasta su máximo, tras el cual disminuye la secreción hasta niveles basales hasta que pase la ovulación y el ciclo vuelva a ocurrir.
GnRH → FSH→Estrógenos
Por otro lado, una vez se ha producido la secreción de estrógenos, altos niveles de esta hormona inhiben la liberación de GnRH. Esto es, una regulación por retroalimentación negativa. Durante el embarazo, los estrógenos pasan a ser producidos por la placenta y son los encargados, entre otras cosas, de estimular el crecimiento del útero para alojar al bebé y ablandar las paredes de la vagina y de los músculos abdominales para facilitar el nacimiento del niño por el canal del parto. 
Las principales hormonas estrogénicas femeninas son la estrona, cuya función es la de preparar la ovulación, y el estradiol, que regula el ciclo menstrual. Cuando las mujeres están embarazadas un tercer tipo de estrógeno, el estriol, comienza a ser secretado y su volumen se eleva mil veces más en el último trimestre de la gestación.

## Funciones
Los estrógenos inducen fenómenos de proliferación celular sobre los órganos, principalmente endometrio, mama y el mismo ovario. Tienen cierto efecto preventivo de la enfermedad cerebrovascular y, sobre el endometrio, actúan coordinadamente con los gestágenos, otra clase de hormona sexual femenina que induce fenómenos de maduración. Los estrógenos presentan su mayor concentración en los primeros 7 días del ciclo menstrual.
Los estrógenos actúan con diversos grupos celulares del organismo, especialmente con algunos relacionados con la actividad sexual, con el cerebro, con función endocrina y también neurotransmisora.

Los estrógenos tienen funciones metabólicas generales que no están directamente involucradas en los procesos reproductivos. Estos incluyen acciones sobre la función vascular, el metabolismo de los lípidos y de los carbohidratos, así como la mineralización ósea y el cierre epifisario, en ambos sexos.
Al regular el ciclo menstrual, los estrógenos afectan el aparato genital, el urinario, los vasos sanguíneos y del corazón, los huesos, las mamas, la piel, el cabello, las membranas mucosas, los músculos pélvicos y el cerebro. Los caracteres sexuales secundarios, como el vello púbico y de las axilas también comienzan a crecer cuando los niveles de estrógeno aumentan. 
Muchos de los sistemas orgánicos, incluyendo los sistemas musculoesquelético y cardiovascular, y el cerebro, están afectados por los estrógenos.
- Influyen en el metabolismo de las grasas y el colesterol de la sangre. Gracias a la acción de los estrógenos los niveles de colesterol se mantienen bajos e inducen la producción del "colesterol bueno".

- Ayuda a la distribución de la grasa corporal, formando la silueta femenina con más acumulación de la grasa en caderas y senos.

- Contrarrestan la acción de otras hormonas como la paratiroidea (PTH), que promueven la resorción ósea, haciendo que el hueso se haga frágil y poroso. Actúa sobre el metabolismo del hueso, impidiendo la pérdida de calcio del hueso y manteniendo la consistencia del esqueleto.

- El descenso de estrógenos afecta al comportamiento emocional de la mujer provocando cambios de humor, irritabilidad, depresión. (Refutado por Stanford University - Victor Henderson MD) [cita requerida]
- El aumento de estrógeno incentiva los sentimientos de poder y competencia entre las mujeres tal como han demostrado estudios recientes, el más importante por Steven Stanton de la Universidad de Míchigan junto con Oliver Schultheiss de la Universidad Friedrich-Alexande.

- A pesar de la idea difundida de que los estrógenos no influyen en la excitación ni en el orgasmo en la mujer, recientes estudios han determinado que sí influyen en el apetito sexual.[cita requerida]

- Tienen un papel importante en la formación del colágeno, uno de los principales componentes del tejido conectivo.

- Estimulan la pigmentación de la piel sobre todo en zonas como pezones, areolas y genitales.

## Hiperestrogenismo
El hiperestrogenismo es una condición consistente en el aumento de la acción tisular estrogénica, derivada, en la mayoría de casos, de un incremento de la síntesis y secreción de estrógenos. Desde el punto de vista clínico se caracteriza por hiperplasia endometrial y menorragias. En el varón puede producir hipoplasia gonadal, regresión de los caracteres sexuales secundarios y ginecomastia.
Según la causa de la descompensación con los niveles de progesterona, el hiperestrogenismo puede ser:
- Absoluto: por aumento de los estrógenos. Se da cuando hay una proliferación folicular excesiva, que no se compensa en la ovulación (porque solo se secreta un óvulo), ya que las células de la granulosas son productoras de estrógenos. En este caso, los niveles de progesterona son normales.
- Relativo: por disminución de la progesterona. Se produce cuando hay ciclos anovulatorios (no hay ovulación), como por ejemplo ocurre en el síndrome de ovario poliquístico en ciertas situaciones. Al no haber ovulación, no hay cuerpo lúteo, que es el responsable de la principal producción de progesterona en el ovario. Los niveles de estrógenos son normales.

Por lo tanto, si los niveles de progesterona aumentan a la par de los de estrógenos, no se produce ningún tipo de hiperestrogenismo.
Entre los riesgos del hiperestrogenismo se encuentran un mayor riesgo de cáncer de endometrio y de cáncer de mama.

## Historia
En 1929, Adolf Butenandt y Edward Adelbert Doisy aislaron y purificaron de forma independiente la estrona, el primer estrógeno descubierto. Luego, el estriol y el estradiol fueron descubiertos en 1930 y 1933, respectivamente. Poco después de su descubrimiento, se introdujeron los estrógenos, tanto naturales como sintéticos, para uso médico. Los ejemplos incluyen glucurónido de estriol (Emmenin, Progynon), benzoato de estradiol, estrógenos conjugados (Premarin), dietilestilbestrol y etinilestradiol.
La palabra estrógeno deriva del griego antiguo que se deriva de "oestros" (un estado periódico de actividad sexual en las hembras de los mamíferos), y genos (generación). Se publicó por primera vez a principios de la década de 1920 y se menciona como "oestrin". Con los años, la palabra adaptó la ortografía de estrógeno para que encajara con su pronunciación fonética.

## Sociedad y cultura

### Etimología
El nombre estrógeno se deriva del Griego οἶστρος (oîstros), literalmente significa "brío" o "inspiración", pero en sentido figurado pasión o deseo sexual, y el sufijo -gen, que significa "productor de".

### Medio ambiente
Se ha identificado una gama de sustancias sintéticas y naturales que poseen actividad estrogénica en el entorno natural y se denominan xenoestrógenos.
- Sustancias sintéticas como el bisfenol A y los metaloestrógenos (p. ej., cadmio).
- Los productos vegetales con actividad estrogénica se denominan fitoestrógenos (p. ej., coumestrol, daidzein, genistein, miroestrol).
- Los producidos por hongos se conocen como micoestrógenos (p. ej., zearalenona).

Los estrógenos se encuentran entre la amplia gama de compuestos disruptores endocrinos (EDC) porque tienen una alta potencia estrogénica. Cuando un EDC llega al medio ambiente, puede causar disfunción reproductiva masculina en la vida silvestre y los humanos. El estrógeno excretado por los animales de granja llega a los sistemas de agua dulce. Durante el período de germinación de la reproducción, los peces están expuestos a niveles bajos de estrógeno que pueden causar disfunción reproductiva en los peces machos.

### Cosméticos
Algunos champús para el cabello en el mercado incluyen estrógenos y extractos de placenta; otros contienen fitoestrógenos. En 1998, hubo informes de casos de cuatro niñas afroamericanas prepúberes que desarrollaron senos después de la exposición a estos champús. En 1993, la FDA determinó que no todos los productos farmacéuticos de venta libre que contienen hormonas de aplicación tópica para uso humano son generalmente reconocidos como seguros y efectivos y están mal etiquetados. Una regla propuesta adjunta se ocupa de los cosméticos y concluye que cualquier uso de estrógenos naturales en un producto cosmético convierte al producto en un nuevo fármaco no aprobado y que cualquier cosmético que use el término "hormona" en el texto de su etiqueta o en su declaración de ingredientes hace una declaración implícita reclamo de medicamento, sometiendo dicho producto a una acción regulatoria.
Además de ser considerados medicamentos mal etiquetados, los productos que afirman contener extracto de placenta también pueden considerarse cosméticos mal etiquetados si el extracto se ha preparado a partir de placentas de las que se han eliminado las hormonas y otras sustancias biológicamente activas y la sustancia extraída consiste principalmente en proteínas. La FDA recomienda que esta sustancia se identifique con un nombre que no sea "extracto de placenta" y que describa su composición con mayor precisión porque los consumidores asocian el nombre "extracto de placenta" con un uso terapéutico de alguna actividad biológica.